# ATP World Tour Finals 2009
De ATP World Tour Finals 2009 werd in Londen gehouden, dat voor het eerst gaststad was. Het toernooi werd van 22 tot 29 november 2009 op hardcourt gehouden. De beste acht spelers op de ATP Rankings deden er aan mee. 
De Amerikaan Andy Roddick kon vanwege een blessure echter niet meedoen en werd vervangen door de nummer negen: Robin Söderling. De winnaar in het enkelspel was de Rus Nikolaj Davydenko. In het dubbelspel wisten de broers Bob en Mike Bryan de titel in de wacht te slepen.
Het toernooi van 2009 trok 256.830 toeschouwers.

## Enkelspel

### Deelnemers
| Nr.     | Speler                | Prestatie    |
| ------- | --------------------- | ------------ |
| 1.      | Roger Federer         | Halve finale |
| 2.      | Rafael Nadal          | Groepsfase   |
| 3.      | Novak Đoković         | Groepsfase   |
| 4.      | Andy Murray           | Groepsfase   |
| 5.      | Juan Martín del Potro | Finale       |
| 6. (7.) | Nikolaj Davydenko     | Winnaar      |
| 7. (8.) | Fernando Verdasco     | Groepsfase   |
| 8. (9.) | Robin Söderling       | Halve finale |

### Groepsfase

#### Groep A
| #  | Speler                | Wedstrijd W - V | Sets W - V | Games W - V | Prestatie                   |
| -- | --------------------- | --------------- | ---------- | ----------- | --------------------------- |
| 1. | Roger Federer         | 2-1             | 5-4        | 44-40       | Halve finale                |
| 2. | Juan Martín del Potro | 2-1             | 5-4        | 45-43       | Finale                      |
| 3. | Andy Murray           | 2-1             | 5-4        | 44-43       | Uitgeschakeld in groepsfase |
| 4. | Fernando Verdasco     | 0-3             | 3-6        | 45-52       | Uitgeschakeld in groepsfase |

Uitslagen
|                       |                       | Uitslag           |
| --------------------- | --------------------- | ----------------- |
| Roger Federer         | Fernando Verdasco     | 4-6 7-5 6-1       |
| Andy Murray           | Juan Martín del Potro | 6-3 3-6 6-2       |
| Roger Federer         | Andy Murray           | 3-6 6-3 6-1       |
| Juan Martín del Potro | Fernando Verdasco     | 6-4 3-6 7-6(1)    |
| Juan Martín del Potro | Roger Federer         | 6-2 6-7(5) 6-3    |
| Andy Murray           | Fernando Verdasco     | 6-4 6-7(4) 7-6(3) |

#### Groep B
| #  | Speler            | Wedstrijd W - V | Sets W - V | Games W - V | Prestatie                   |
| -- | ----------------- | --------------- | ---------- | ----------- | --------------------------- |
| 1. | Robin Söderling   | 2-1             | 5-2        | 40-32       | Halve finale                |
| 2. | Nikolaj Davydenko | 2-1             | 5-3        | 45-38       | Winnaar                     |
| 3. | Novak Đoković     | 2-1             | 4-3        | 36-37       | Uitgeschakeld in groepsfase |
| 4. | Rafael Nadal      | 0-3             | 0-6        | 24-38       | Uitgeschakeld in groepsfase |

Uitslagen 
|                   |                   | Uitslag        |
| ----------------- | ----------------- | -------------- |
| Robin Söderling   | Rafael Nadal      | 6-4 6-4        |
| Novak Đoković     | Nikolaj Davydenko | 3-6 6-4 7-5    |
| Robin Söderling   | Novak Đoković     | 7-6(5) 6-1     |
| Nikolaj Davydenko | Rafael Nadal      | 6-1 7-6(4)     |
| Novak Đoković     | Rafael Nadal      | 7-6(5) 6-3     |
| Nikolaj Davydenko | Robin Söderling   | 7-6(3) 4-6 6-3 |

### Knock-outfase
|  | Halve finale | Halve finale          | Halve finale          | Halve finale | Halve finale |                 |   | Finale            | Finale | Finale | Finale | Finale |
|  |              |                       |                       |              |              |                 |   |                   |        |        |        |        |
|  | 1            | Roger Federer         | 2                     | 6            | 5            |                 |   |                   |        |        |        |        |
|  | 6            | Nikolaj Davydenko     | 6                     | 4            | 7            |                 |   |                   |        |        |        |        |
|  | 6            | Nikolaj Davydenko     | 6                     | 4            | 7            |                 | 6 | Nikolaj Davydenko | 6      | 6      |        |        |
|  |              |                       |                       |              |              |                 | 6 | Nikolaj Davydenko | 6      | 6      |        |        |
|  |              | 5                     | Juan Martín del Potro | 3            | 4            |                 |   |                   |        |        |        |        |
|  | 8            | 5                     | Juan Martín del Potro | 3            | 4            | Robin Söderling | 7 | 3                 | 6      |        |        |        |
|  | 8            |                       |                       |              |              | Robin Söderling | 7 | 3                 | 6      |        |        |        |
|  | 5            | Juan Martín del Potro | 6                     | 6            | 7            |                 |   |                   |        |        |        |        |

## Dubbelspel
De acht geplaatste dubbels :

### Deelnemers
| Ranking | Spelers                              | Prestatie    |
| ------- | ------------------------------------ | ------------ |
| 1.      | Daniel Nestor Nenad Zimonjić         | Round Robin  |
| 2.      | Bob Bryan Mike Bryan                 | Winnaars     |
| 3.      | Mahesh Bhupathi Mark Knowles         | Halve finale |
| 4.      | Lukáš Dlouhý Leander Paes            | Round Robin  |
| 5.      | František Čermák Michal Mertiňák     | Halve finale |
| 6.      | Łukasz Kubot Oliver Marach           | Round Robin  |
| 7.      | Max Mirny Andy Ram                   | Runners-up   |
| 8.      | Mariusz Fyrstenberg Marcin Matkowski | Round robin  |